# Глутниците
Глутниците е село в Северна България.
То се намира в община Трявна, област Габрово.

## География
Село Глутниците се намира в планински район.